# Centropages calaninus
Centropages calaninus är en kräftdjursart som först beskrevs av James Dwight Dana 1849.  Centropages calaninus ingår i släktet Centropages och familjen Centropagidae. Inga underarter finns listade i Catalogue of Life.